# Machatj Murtazalijev
Machatj Murtazalijev, född den 4 juni 1984 i Chasavjurt, Ryssland, är en rysk brottare som tog OS-brons i lättviktsbrottning i fristilsklassen 2004 i Aten.